# Мост (телесериал, Швеция — Дания)
«Мост» (швед. Bron, дат. Broen) — шведско-датский детективный телесериал, снятый совместно датской корпорацией DR1 и шведским телевидением SVT, «образчик скандинавского стиля». Выходил с 2011 по 2018 год.
Впервые вышел на экраны осенью 2011 года. На волне успеха первого сезона был снят второй сезон, премьера которого состоялась в сентябре 2013 года на шведском и датском ТВ. Съёмки третьего сезона начались в сентябре 2014 года, от участия в нём отказался Ким Бодниа, сыгравший главную мужскую роль в первых двух сезонах. Показ третьего сезона начался 27 сентября 2015 года. Премьера четвёртого, последнего, сезона состоялась 1 января 2018 года.

## Сюжет
На Эресуннском мосту внезапно выключается освещение, после чего обнаруживают труп женщины, лежащий ровно на границе между Данией и Швецией. Шведская и датская полиция совместно расследуют убийство, но в ходе расследования выясняется, что убийство совершено не одно — преступления начались больше года назад и продолжаются до сих пор. Неизвестный террорист связывается с журналистом Даниэлем Фербе́ и передаёт через него намёки на готовящиеся преступления.
Преступления хорошо подготовлены, виртуозно исполнены и содержат «послания» обществу на тему социальной справедливости, они наглядно демонстрируют, что в Дании и Швеции не все граждане равны перед законом.
Шведский детектив Сага Нуре́н и датский детектив Мартин Руде возглавляют расследование. Они выясняют, что преступник долго и тщательно планировал свои действия. Несмотря на то, что террорист прикрывается требованиями социальной справедливости, в основе его действий лежит мотив личной мести.
Второй сезон начинается с кораблекрушения — судно без экипажа врезается в одну из опор Эресуннского моста. Неизвестные террористы под предлогом привлечения внимания к проблемам окружающей среды распространяют бактерии лёгочной чумы, подбрасывают отравленные продукты в магазины и офисы, взрывают угнанный бензовоз и покушаются на членов саммита, проходящего в Копенгагене. Сага и Мартин снова ведут расследование вместе.
Третий сезон — неизвестный убивает на первый взгляд ничем не связанных людей, выставляя тела в виде инсталляций в заброшенных местах. Расследование ведут Сага и детектив копенгагенской полиции Хенрик Сабрё. Постепенно все жертвы связываются в запутанную сетку вокруг одного человека.
Четвёртый сезон — неизвестный убивает людей способами, каждый из которых повторяет одну из смертных казней, существующих в мире. Следствию удаётся установить связь между убитыми, а также то, что истинной целью преступника являются вовсе не они.

## В ролях

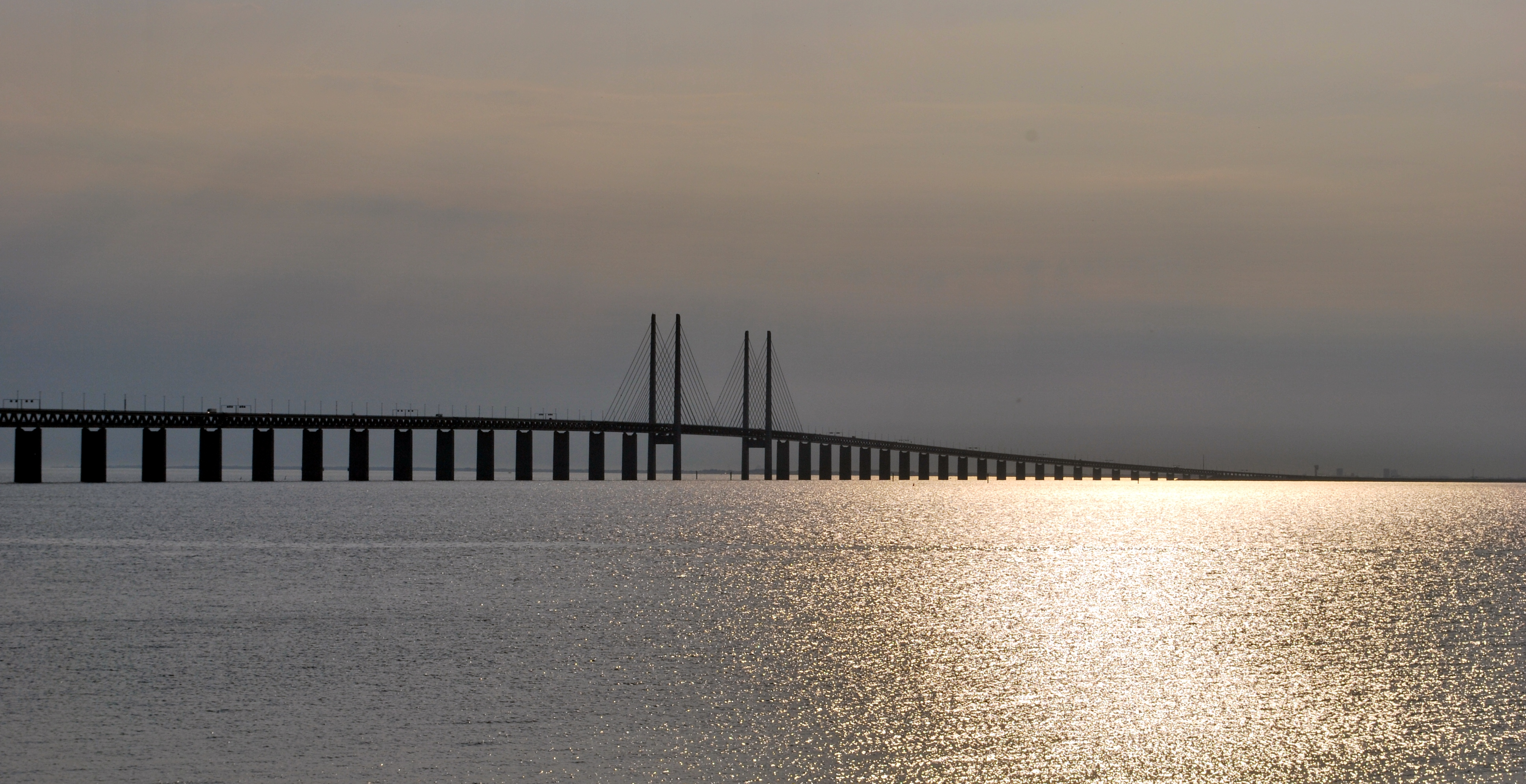
Эресуннский мост

- София Хелин — Сага Норе́н, детектив отдела убийств полиции Мальмё
- Ким Бодниа — Мартин Руде, детектив отдела убийств полиции Копенгагена (1-2 сезоны)
- Туре Линдхардт — Хенрик Сабрё, детектив отдела убийств полиции Копенгагена (3-4 сезоны)
- Даг Мальмберг — Ханс Петтерсен, начальник отдела полиции Мальмё (1-3 сезоны, флешбек в 4-м сезоне)
- Мария Кулле — Линн Бьёркман, начальник отдела полиции Мальмё (3-4 сезоны)
- Сара Боберг — Лилиан Ларсен, начальник отдела полиции Копенгагена, жена Ханса Петтерсена (1-4 сезоны)
- Рафаэль Петтерссон — Йон, сотрудник отдела убийств полиции Мальмё (1-4 сезоны)
- Габриэль Флорес Жаир — патологоанатом из Лунда (1-4 сезоны)
- Кристиан Хилльборг — Даниэль Фербе́, шведский журналист (1 сезон)
- Магнус Креппер — Стефан Линдберг, социальный работник из Мальмё (1 сезон)
- Эллен Хиллингсё — Шарлотта Сёрингер, вдова миллионера (1 сезон)
- Пук Шарбау — Метте Руде, жена Мартина (1-2 сезоны)
- Эмиль Бирк Хартманн — Август Руде, старший сын Мартина (1 сезон)
- Дитрих Холлиндербоймер — Йоран Сёрингер, миллионер (1 сезон)
- Мария Сундбом — Соня Линдберг, сестра Стефана (1 сезон)
- Ларс Симонсен — Йенс / Себастиан Сандстрод, бывший сотрудник полиции Копенгагена (1-2 сезоны)
- Хенрик Лундстрём — Расмус, детектив отдела убийств Мальмё (2-3 сезоны)
- Вики Бак Леурсен — Пернилле, детектив отдела убийств Мальмё (2 сезон)
- Това Магнуссон-Норлинг — Виктория Нурдгрен, глава компании «Медисонус» (2 сезон)
- Якоб Офтебро — Мадс, экоактивист (2 сезон)
- Стефани Леон — Матильда, экоактивистка (2 сезон)
- Юлия Рагнарссон — Лаура Мёлльберг, свидетельница (2 сезон)
- Лотти Мунк Фуре — Каролине Бранструп, организатор саммита Евросоюза (2 сезон)
- Лотта Андерсен — Будиль, писательница, сестра Каролин (2 сезон)
- Сара-София Бусснина — Жанетт, суррогатная мать (3 сезон)
- Михаэль Шлебсагер — Марк, парень Жанетт (3 сезон)
- Николас Бро — Фредерик «Фредди» Хольст (3 сезон)
- Анна Бьёрк — Оса, жена Фредди Хольста (3 сезон)
- Реубен Сальмандер — Клаас Сандберг, коуч, бывший муж Осы (3 сезон)
- Адам Польссон — Эмиль Ларссон, работник музея (3 сезон)
- Катрин Розенталь — Элис, погибшая жена детектива Хенрика (3 сезон)
- Анн Петрен — Мари-Луиса, мать Саги (3 сезон)
- Ида Энгволь — Тина, фотограф-папарацци, подруга Йона (3 сезон)
- Патрисия Шуман — Николь (4 сезон)

## Саундтрек
Каждая серия начинается и заканчивается композицией «Hollow Talk» датской группы Choir of Young Believers.

## Языковые особенности
Действие сериала происходит в двух странах — Дании и Швеции, персонажи говорят на датском и шведском языках соответственно. Как пишет в блоге Вики Фрост, редактор Guardian Television & radio, «комбинация двух языков вкупе с субтитрами „Би-би-си-4“ чуть не взорвала мой мозг».

## Аудитория
Премьерный показ первой серии 21 сентября 2011 года по шведскому телевидению посмотрели больше миллиона человек, 28 сентября того же года первая серия была показана по датскому телевидению, её посмотрели 984 тысячи человек. 21 апреля 2012 года сериал был показан по Би-би-си (BBC Four и BBC HD), количество зрителей превысило миллион человек.

## Отзывы критики
Обозреватель английской The Independent Том Сатклифф отмечает наличие некоторых клише́ в сериале:
Вы можете заметить множество клише по ходу действия: следователь, который говорит «И вот ещё что…», перед тем как предоставить важную улику, или зловещий тип, который звонит по телефону отвратительному журналисту и говорит: «Мы нужны друг другу, Даниэль». Но помимо клише, в этой сканди-драме есть то, чего нельзя пропустить
Обозревая выпуск сериала на DVD для Германии (где он получил название «Мост — путь к смерти»), Петер Остерид отмечает «экранную химию» между основными персонажами и необычность женского персонажа — Саги Норен, которая, возможно, имеет синдром Аспергера в лёгкой форме. Петер Остерид пишет, что «истории не хватает реализма, но это многогранный, сложный триллер с сильной основной и интересными второстепенными сюжетными линиями».
Татьяна Алёшичева отмечает преемственность скандинавских детективных мотивов:
Основная пара персонажей сериала Сага и Мартин заметно смахивает на дуэт Лисбет Саландер и Блумквиста из знаменитой трилогии «Миллениум» Стига Ларссона. А главная сюжетная линия будто наследует нашумевшему сериалу «Убийство» (дат. Forbrydelsen, 2007). Но почему бы одному скандинавскому детективу не позаимствовать удачные типажи и приёмы из других, коль скоро такое сочетание успешно работает, а мода на скандинавские детективы не проходит.
Василий Степанов также отмечает «стандартную конструкцию» сериала, дуэт главных персонажей («барышня-фрик и мятущийся мужчина») и особо — визуальный ряд:
Тени на фоне холодных многоквартирных фасадов, прохожие, попавшие в камеру наблюдения, посетители парковок, незнакомцы в баре — вот оно, общество, снятое успокоенной, не выражающей по этому поводу никакого смятения камерой.

## Награды и премии
Телесериал и его создатели получили несколько премий в разные годы:
- 2014 — «Роберт фестиваль»: лучшая актриса в телесериале — София Хелин, лучший актёр в телесериале — Ким Бодниа, лучшая актриса второго плана в телесериале — Камилла Бендикс. Также сам телесериал номинировался как «лучший датский телесериал», но главную премию уступил сериалу «Правительство»[16].
- 2013 — BAFTA TV: номинация
- 2012 — Телевизионный фестиваль в Монте-Карло: несколько номинаций на «Золотую нимфу» (лучший актёр, лучшая актриса, продюсеры).
- 2012 — Crime Thriller Awards[англ.] (Великобритания): лучший зарубежный телесериал[17].
- 2012 — Международный фестиваль аудиовизуальных программ (FIPA) в Биаррице: премия за музыкальное сопровождение в телесериале.

## Ремейки
В июле 2012 года американский телеканал FX объявил о намерении снять одноимённый телесериал по мотивам, вышедший на экраны в июле 2013 года. В американской версии действие перенесено в Техас и мексиканскую границу, роль американского детектива Сони Кросс сыграла Диана Крюгер, а мексиканского — Демиан Бичир.
Платные кабельные каналы — французский Canal+ и английский Sky Atlantic — создали свою версию сериала, где мост заменён на евротоннель, соединяющий Фолкстон и Кале. Сериал под названием «Туннель» вышел на экраны осенью 2013 года, главные роли в нём сыграли Клеманс Поэзи и Стивен Диллэйн.
В 2016 году российский телеканал НТВ объявил о намерении снять одноимённый телесериал по мотивам оригинала, который вышел на экраны в 2018 году, а его второй сезон — в 2020. В российской версии действие перенесено на мост между Нарвой и Ивангородом, роль эстонского детектива сыграла Ингеборга Дапкунайте, а российского — Михаил Пореченков.